# Scotophilus
A Scotophilus az emlősök (Mammalia) osztályának denevérek (Chiroptera) rendjébe, ezen belül a kis denevérek (Microchiroptera) alrendjébe és a simaorrú denevérek (Vespertilionidae) családjába tartozó nem.

## Rendszerezés
A nembe az alábbi 15 faj tartozik:
- kis házidenevér (Scotophilus borbonicus)
- Scotophilus celebensis
- Scotophilus collinus
- Scotophilus dinganii
- Scotophilus heathi
- Scotophilus kuhlii típusfaj
- Scotophilus leucogaster
- Scotophilus marovaza
- Scotophilis mhlanganii
- nagy házidenevér (Scotophilus nigrita)
- Scotophilus nucella
- Scotophilus nux
- Scotophilus robustus
- Scotophilus viridis
- Scotophilus tandrefana